# Anna Schenström
Anna Emilia Schenström, född 11 maj 1884 i Sankt Ilians socken, död 4 april 1969 i Uppsala, var en svensk hushållspedagog.
Anna Schenström var dotter till bankdirektören Carl August Schenström samt syster till August och Curt Schenström. Efter att ha genomgått Uppsala högre elementarläroverk för flickor avlade hon skolkökslärarinneexamen vid Fackskolan för huslig ekonomi i Uppsala 1905 samt tjänstgjorde 1905–1918 som lärarinna vid denna. 1918–1933 var hon föreståndarinna för den av henne tillsammans med Karin Gerle grundade Gunillaskolan i Uppsala, och 1933–1947 var hon föreståndarinna för Fackskolan, där hon även undervisade i hemmets ekonomi och bokföring. Schenström företog en mängd studieresor i Europa, bland annat till Tyskland och Schweiz 1909 som statsstipendiat. 
Schenström, som var en av Sveriges främsta auktoriteter inom det hushållsvetenskapliga området, utövade vid sidan av sin lärargärning en omfattande föreläsningsverksamhet, bland annat inom husmodersförbundet och vid folkhögskolekurser. Hon var ordförande i Hushållslärarinnornas samorganisation från 1940 och vice ordförande i Hemmens forskningsinstitut från 1944. Från 1934 var hon stadsfullmäktig i Uppsala och från 1940 ordförande i styrelsen för stadens barnavårdande institutioner. Hon var biträdande redaktör för den husliga avdelningen i Bonniers månadshäfte 1914–1918 och redaktör för den husliga avdelningen i Idun 1923–1938. Bland hennes skrifter märks Dyrtidsmat (1941). Schenström erhöll 1945 guldmedaljen för medborgerlig förtjänst, åttonde storleken.